# Miraj Grbić
Pour les articles homonymes, voir Grbić.
Miraj Grbić est un acteur bosnien né le 17 juillet 1976 à Sarajevo. Il est surtout connu, internationalement, pour son apparition dans le film Mission impossible : Protocole Fantôme.
Après avoir obtenu son diplôme en comédie à l'Académie des Arts de la scène de Sarajevo, il a rejoint le Théâtre National de Sarajevo. Il y a joué pendant 12 ans différents personnages de Molière, Tchekhov, Shakespeare, Gogol et bien d'autres. Il s'est aussi rendu populaire dans la série télévisée Lud, zbunjen, normalan.

## Filmographie
| Année | Titre                                   | Format        | Rôle            |
| ----- | --------------------------------------- | ------------- | --------------- |
| 2000  | Tunel                                   | Cinéma        | Milan           |
| 2000  | Hop, Skip & Jump                        | Court métrage |                 |
| 2000  | Budjenje                                | Télévision    |                 |
| 2002  | Igraj do kraja                          | Court métrage |                 |
| 2002  | Where Eskimos Live                      | Cinéma        |                 |
| 2003  | Zaboravljena poslovica                  | Télévision    | Crvenokosi      |
| 2003  | Remake                                  | Cinéma        | Strazar Mitar   |
| 2003  | Tu                                      | Cinéma        | Zutan           |
| 2003  | L'été dans la vallée d'or               | Cinéma        | Cupo            |
| 2003  | Viza za buducnost: Novogodisnji special | Télévision    | Avocat          |
| 2003  | Viza za buducnost (2003-2004)           | Télévision    |                 |
| 2004  | Crna hronika                            | Télévision    | Zebra           |
| 2005  | Go West                                 | Cinéma        |                 |
| 2006  | Sve dzaba                               | Cinéma        | Rodjo           |
| 2007  | Tesko je biti fin                       | Cinéma        | Réceptionniste  |
| 2007  | The Hunting Party                       | Cinéma        | Thug #1 - Goran |
| 2007  | Paix meurtrière                         | Cinéma        | Nazim           |
| 2007  | Duhovi Sarajeva                         | Cinéma        | Amel            |
| 2007  | Lud, zbunjen, normalan (2007-2012)      | Télévision    | Čombe           |
| 2009  | Dolina sunca                            | Télévision    | Odvjetnik       |
| 2009  | Kucni ljubimci (2009-2010)              | Télévision    | Rade            |
| 2010  | As If I Am Not There                    | Cinéma        | Commander       |
| 2011  | Little Hands                            | Court métrage | Marsel          |
| 2011  | Mission impossible : Protocole Fantôme  | Cinéma        | Bogdan          |
| 2012  | Larin Izbor: Izgubljeni princ           | Cinéma        | tjelohranitelj  |
| 2022  | Bullet Train                            | Cinéma        |                 |